# When in Rome (banda)
When in Rome é um trio musical inglês, de gênero new wave, originalmente formado pelos vocalistas Clive Farrington e Andrew Mann, e pelo tecladista Michael Floreale. São conhecidos principalmente pelo seu single de 1988, "The Promise", que alcançou a posição #11 na Billboard Hot 100 e #1 na Hot Dance Music/Club Play em 1988.. 
"The Promise" é um exemplo perfeito de uma doce e contagiosa canção que rapidamente subiu as paradas da Billboard, como sons de muitas outras bandas. Bandas americanas simplesmente não soaram como esta em 1988 aos nossos ouvidos, e "The Promise" é uma peça com o naipe do tipo Alphaville com uma pitada de A-Ha, com arranjos recheados de sintetizadores, como algumas outras bandas européias indistintas jogado em boa medida. Parece que muitas bandas new wave britânicas, ainda não conseguiam tal sonoridade. Os meninos por trás do When in Rome, estavam muito felizes em ter atingido o # 11 na Billboard Hot 100 em 1988 com um único e tão contagiante hit nos Dance Charts da Billboard. Outro grande hit foi a canção "Heaven knows", também muito tocada nas rádios.

## Discografia

### Álbuns de estúdio
- 1988: When in Rome
- 1989: More Than 12"
- 2006: II

### Singles
- The Promise (1988)
- Heaven Knows (1989)
- Everything (1989)
- Sight of Your Tears (1990)